# 천마 (식물)
천마(天麻, Gastrodia elata)는 난초과의 여러해살이 기생식물이다. 참나무 근처 토양에서 자라는 천마버섯의 기생식물로, 잎은 없고 꽃은 황갈색으로 핀다. 한국·중국·일본·타이완 등에 분포하는 여러해살이풀이다. 높이 1m, 덩이줄기는 굵으며 긴타원형이고 가로로 뻗으며 길이 7~15cm이다. 표면에 윤상의 비늘조각이 늘어선다. 줄기는 길이 10~18cm, 지름 3.5cm의 원기둥꼴로 곧추서며 황적색을 띤다. 보통 잎은 없고 비늘조각잎이 나며 하부의 것은 짧은 잎집을 형성한다. 꽃은 노란색으로 6~7월에 피고 이삭꽃차례로 가지 끝에 달리며 꽃자루가 있고 꽃 아래에 바소꼴의 꽃턱잎이 있다. 포는 길이 2cm이며 겉꽃덮개 3조각은 합쳐서 나고 배 쪽이 팽출한 비뚤어진 병모양을 이룬다. 내부에 작은 속꽃덮개 2조각이 나며 순판은 달걀모양 바소꼴이다. 암술은 2개의 날개가 있으며 씨방은 하위이다. 열매는 타원형의 삭과이며 거꿀달걀꼴이고 길이 12-15mm이다. 덩이뿌리를 천마라 하여 약재로 쓴다.